# São José do Cerrito
São José do Cerrito är en kommun i Brasilien.   Den ligger i delstaten Santa Catarina, i den södra delen av landet, 1 300 km söder om huvudstaden Brasília. Antalet invånare är 9 273.
I omgivningarna runt São José do Cerrito växer huvudsakligen savannskog. Runt São José do Cerrito är det glesbefolkat, med 10 invånare per kvadratkilometer.